# Vrijzinnig protestantisme
Vrijzinnig protestantisme is een stroming binnen het protestantisme van mensen die hun christelijke geloof sterk laten bepalen door een ondogmatische houding, waarin vrijheid van denken en geloven op basis van eigen inzichten centraal staat. In die zin vormt het vrijzinnig protestantisme de tegenpool van het orthodox-protestantisme.

## Kenschets
Het moderne vrijzinnig protestantisme vertoont overeenkomsten met het religieus humanisme. In 2008 kwam het vrijzinnig protestantisme zeer geprononceerd naar voren door het werk van de Middelburgse dominee Klaas Hendrikse, die zichzelf tegelijk als "overtuigd atheïst" en als "gelovig" benoemde.

### Individueel geloven
In vrijzinnige kerken wordt beduidend meer dan in orthodox-christelijke kerken ruimte gegeven aan individuele opvattingen over het geloof, waarbij plaats is voor kritische vragen en waarbij iedere traditie of dogma in twijfel mag worden getrokken. Vrijzinnigheid is de tegenpool van orthodoxie, waarin vastgehouden wordt aan het gezag van de Bijbel en de belijdenisgeschriften. Deze stellen in orthodoxe kerken grenzen aan wat er verkondigd kan worden. Vrijzinnige kerken hanteren het principe dat de mens de Bijbel beoordeelt, terwijl men in orthodoxe kring ervan uitgaat dat de Bijbel Gods Woord is, dat de mens beoordeelt.

### Verscheidenheid
Vrijzinnigheid kent daardoor een grote verscheidenheid aan opvattingen, van grenzend aan de neo-orthodoxie, tot de radicale uitspraak: alle spreken over boven komt van beneden.
Over het algemeen nemen vrijzinnige kerkgenootschappen afstand van de protestantse traditie op een aantal punten:
- Sola scriptura is niet langer ondubbelzinnig: de Bijbel is geen heilig en onaantastbaar boek, maar moet in de context van de tijd en omgeving waarin de verhalen geschreven zijn gelezen worden;
- De traditionele verzoeningsleer wordt afgewezen; Christus stierf niet om onze straf te dragen.[3][4]
- Dikwijls wordt de lichamelijke opstanding van Christus in twijfel getrokken.[5]
- De Schrift moet beantwoorden aan individuele behoeften in plaats van andersom: "Wat betekent dit voor mij en mijn leven, hier en nu?";
- De eenduidigheid van een persoonlijke God wordt tot een onpersoonlijke "macht": God is het onpeilbare mysterie van het leven;
- Jezus is slechts een voorbeeld voor ethisch handelen: Jezus van Nazareth was niet goddelijk, maar een mens, die naar Gods gelijkenis leefde. Jezus heeft de mens God leren kennen door de mens Zijn woorden uit te leggen en voor te doen hoe te leven;
- De eenduidigheid van de Heilige Geest in de Drie-eenheid wordt tot een onpersoonlijke "kracht": de Heilige Geest is het symbool voor de levensvernieuwing en openbaart zich in het leven van een mens als een kracht, als het goddelijke in de mens.

## Nederland

### Geschiedenis

Ontstaan van de verschillende stromingen in Nederland

Ontstaansgeschiedenis van kerken in Nederland

In Nederland vallen kerken die zichzelf expliciet vrijzinnig noemen onder het protestantisme. De vrijzinnigheid in deze kerken kwam in het midden van de 19e eeuw op onder invloed van het opkomende humanisme en de Verlichting. De vrijzinnigheid werd in Nederland vooral vormgegeven door de Moderne Theologie die zich keerde tegen het bovennatuurlijke, de mogelijkheid van wonderen ontkende en de betekenis van Jezus vooral zag in zijn voorbeeldige levenswandel en leer. In dit laatste stond de Bergrede centraal.
Binnen de Nederlandse Hervormde Kerk organiseerden de Friese vrijzinnigen zich in 1904 in de door dominee Niemeyer uit Bolsward opgerichte Vereniging van Vrijzinnig Hervormden in Friesland. In 1913 volgde een landelijke vereniging, die eveneens de naam Vereniging van Vrijzinnig Hervormden (VVH) kreeg. De landelijke VVH was een tegenhanger van de Gereformeerde Bond, die op 18 april 1906 was opgericht als vereniging binnen de Nederlandse Hervormde Kerk.
Buiten de Nederlandse Hervormde Kerk waren de vrijzinnigen vooral te vinden in de Remonstrantse Broederschap, bij de Doopsgezinden en in de Evangelisch-Lutherse Kerk. Met name het eerste kerkgenootschap kende in de tweede helft van de negentiende eeuw een flinke groei, toen de vrijzinnigen in de Nederlandse Hervormde Kerk minder ruimte kregen als gevolg van de opkomst van de orthodoxen en deze elders hun heil zochten. Ook de in 1870 opgerichte Nederlandse Protestantenbond speelde hierop in en organiseerde vrijzinnige kerkdiensten die niet aan een bepaald kerkgenootschap gebonden waren. Uiteindelijk ontwikkelde de NPB zich tot een zelfstandige vereniging die nu bekend is onder de naam Vrijzinnigen Nederland.
De VVH bleef wel onderdeel van de Nederlandse Hervormde Kerk, al duurde het in sommige plaatsen nog tientallen jaren voordat de VVH als onderdeel van de plaatselijke hervormde gemeente werd erkend. In veel andere plaatsen vormden de vrijzinnigen afzonderlijke hervormde gemeenten van bijzondere aard, net zoals er heel wat afzonderlijke Gereformeerde Bondsgemeenten ontstonden.
De vrijzinnig hervormden vormden in de negentiende eeuw een belangrijke modaliteit binnen de kerk: ongeveer een kwart van de leden kon tot de vrijzinnigen worden gerekend. In de tijd van de verzuiling, in de eerste helft van de twintigste eeuw, probeerden de vrijzinnigen zich soms te distantiëren van de orthodoxere hoofdstroming binnen de protestants-christelijke zuil. De oprichting van de Vrijzinnig Protestantse Radio Omroep (VPRO) in 1926 is daar een voorbeeld van. Toch waren toen al grote delen van de vrijzinnige achterban ontkerkelijkt onder invloed van de socialistische en liberale zuil, een ontwikkeling die al vanaf 1880 werd ingezet en tot vandaag voortduurt. De omvang en invloed van de vrijzinnige modaliteit binnen het protestantisme in Nederland is dan ook sterk afgenomen, hoewel - paradoxaal genoeg - de houding van vrijzinnigen ten opzichte van het geloof vandaag veel beter aansluit bij de hoofdstroming in de samenleving dan honderd jaar geleden.

### Rechts- en links-vrijzinnigen
Aan het begin van de twintigste eeuw raakten een aantal jonge vrijzinnige (toen nog aangeduid als "moderne") theologen ontevreden over het in hun ogen weinig Bijbels karakter van de oudere generatie vrijzinnigen. De oudere generatie dacht in de ogen van deze "malcontenten" (afkomstig uit de Remonstrantse Broederschap, de Doopsgezinde Sociëteit, de VVH en de Evangelisch-Lutherse Kerk) veel te algemeen religieus en namen niet meer de moeite zich te verdiepen in de traditie en de specifiek christelijke leerstukken, zoals de verzoeningsleer, zonde en schuld en de christologie. De malcontenten, later aangeduid als "rechts modernen" of "rechts-vrijzinnigen" - ter onderscheiding van de oudere generatie vrijzinnigen en hun opvolgers, die de "links modernen" of "links-vrijzinnigen" werden genoemd, stonden veel sceptischer over de mens en namen - zeker na de Eerste Wereldoorlog - afscheid van het cultuuroptimisme. De rechts-vrijzinnigen kenmerkten zich voor hun interesse in de oud-kerkelijke leerstukken die zorgvuldig werden onderzocht (en soms ook overgenomen, maar verschillend per theoloog), zagen in Christus een unieke eenmalige openbaring van Godswege en waren oecumenisch van aard. Zij zochten bewust samenwerking met de (gematigde) orthodoxie. Er werd vooral samengewerkt met de ethische orthodoxie.
Tijdens het interbellum was de meerderheid van de vrijzinnigen "rechts-vrijzinnig". In de jaren vlak voor de Tweede Wereldoorlog schoven een aantal rechts-vrijzinnige theologen verder op naar het theologische midden. Publicaties als Geloof en Openbaring van dr. G.J. Heering (1937), De Boodschap van het Nieuwe Testament van dr. J.N. Sevenster (2 dln., 1939) en sommige artikelen in de bundel Christologische studies (1943) naderen de standpunten van de gematigde orthodoxie, hoewel ze zich toch onderscheiden van gangbare orthodoxe publicaties. Na de Tweede Wereldoorlog (1946) verscheen het boek De Christologie van het Nieuwe Testament van de hand van prof. dr. G. Sevenster. Diens christologie wijkt nauwelijks af van een (gematigd) orthodoxe christologische beschouwing, en is tot op zekere hoogte soms behoudender. In zijn Christologie van het Nieuwe Testament betuigt Sevenster zijn instemming met de gangbare triniteitsleer en christologie, maar staat wel gereserveerd tegenover de maagdelijke geboorte en wijst de gedachte dat God verzoend zou moeten worden (een consequentie van de verzoeningsleer van Anselmus van Canterbury) echter van de hand. Sommige collega-vrijzinnigen, zoals Heering, vonden dat Sevenster een grens had overgestoken en nog nauwelijks meer als een vrijzinnige kon worden gezien. Aangezien Sevenster lid bleef van de VVH, kan worden geconcludeerd dat hijzelf het daar niet mee eens was.
In de jaren veertig en vijftig schoof met name de VVH op naar "rechts" en gaf samen met de midden-orthodoxie de leiding aan de Nederlandse Hervormde Kerk.
N.B.: De termen "links" en "rechts" vrijzinnig duiden niet op een politieke voorkeur: zowel de links- als rechts-vrijzinnigen waren in de regel lid van linkse partijen, zoals de Vrijzinnig-Democratische Bond, de Sociaal-Democratische Arbeiderspartij en de Liberale Staatspartij.

### Huidige situatie
De meeste vrijzinnig hervormden steunden de kerkfusie en oprichting van de Protestantse Kerk in Nederland. De VVH is als modaliteitenorganisatie blijven bestaan en heet sindsdien de Vereniging van Vrijzinnige Protestanten. Uit onderzoek in 2011 bleek dat ongeveer 8% van de PKN-leden zichzelf als vrijzinnig beschouwt, wat overeenkomt met ongeveer 145.000 leden.
Vrijzinnige kerkgenootschappen buiten de PKN zijn de Remonstrantse Broederschap, de Vrijzinnige geloofsgemeenschap NPB, nu bekend onder de naam Vrijzinnigen Nederland, de 'quakers', de Algemene Doopsgezinde Sociëteit en Het Apostolisch Genootschap.
Naast deze kerken is er de Zwinglibond, die in 1948 werd opgericht door hervormden die de VVH niet vrijzinnig genoeg vonden. De Zwinglibond onderhoudt aan de Rijksuniversiteit Groningen een Bijzondere leerstoel in de Geschiedenis en beginselen van het unitarisme.  De Zwinglibond was niet akkoord met de vorming van de PKN. Het is daarom niet een vereniging binnen de PKN, maar is nu een club met leden van binnen en buiten de PKN.
| Ledenaantallen vrijzinnig-protestantse kerkgenootschappen                                                  | Ledenaantallen vrijzinnig-protestantse kerkgenootschappen | Ledenaantallen vrijzinnig-protestantse kerkgenootschappen |
| Kerkgenootschap                                                                                            | Ledental                                                  | Datum                                                     |
| --- | --------------------------------------------------------- | --------------------------------------------------------- |
| Protestantse Kerk in Nederland (Vereniging van Vrijzinnige Protestanten en Evangelisch-lutherse gemeenten) | 145.000                                                   | schatting                                                 |
| Apostolisch Genootschap                                                                                    | 12.432                                                    | ultimo 2022                                               |
| Algemene Doopsgezinde Sociëteit                                                                            | 7.345                                                     | 31 december 2011                                          |
| Remonstrantse Broederschap                                                                                 | 5.437                                                     | 31 december 2011                                          |
| Vrijzinnige Geloofsgemeenschap NPB (Vrijzinnigen Nederland)                                                | 3.000                                                     | 17 januari 2017                                           |
| Zwinglibond                                                                                                | 300                                                       | schatting                                                 |
| Genootschap der Vrienden                                                                                   | 200                                                       | schatting                                                 |
| Totaal | 179.667                                                   |                                                           |

Rechts-vrijzinnigen
- Hendrik Anthonie van Bakel (1874-1948) (luth.)
- Willem Banning (1888-1971) (herv.)
- Martinus Adrianus Beek (1909-1987) (herv.)
- Karsien Hindrik Boersema (1887-1969) (luth.)
- Bernardus Dirks Eerdmans (1868-1948) (herv.)
- Willem Frederik Golterman* (1898-1990) (doopsgez.)
- Hannes de Graaf (1911-1991) (herv.)
- Gerrit Jan Heering (1879-1955) (rem.)
- Herman Johan Heering (1912-2000) (rem.)
- Gerrit Jan Hoenderdaal (1910-1998) (rem.)
- Johannes Marie de Jong* (1911-1968) (herv.)
- Johannes Lindeboom (1882-1958) (herv.)
- Eginhard Meijering* (1940) (rem.)
- Conrad Willem Mönnich* (1915-1994) (luth.)
- Karel Hendrik Roessingh (1886-1925) (rem.)
- Gerhard Seventer* (1895-1985) (herv.)
- Jan Nicolaas Seventer (1900-1991) (herv.)
- Jan Mari van Veen* (1905-2000) (herv.)
- (*) = Vertegenwoordigers van de uiterst rechtse vleugel der vrijzinnigheid. Hun ideeën sluiten soms naadloos aan bij de midden-orthodoxie.

Links-vrijzinnigen
- Petrus Augustus de Génestet (1829-1861) (rem.)
- Hendrik Tjakko de Graaf (1875-1930) (herv.)
- Gerardus Horreüs de Haas (1879-1943) (herv.)
- Pieter Heering (1838-1921) (rem.)
- Lambertus Johannes van Holk (1893-1982) (rem.)
- Isaäc Hooykaas (1837-1894) (herv.)
- Willem Hendrik Kosters (1843-1897) (herv.)
- Abraham Kuenen (1828-1891) (herv.)
- Abraham Dirk Loman (1823-1897) (luth.)
- Henricus Oort (1836-1927) (herv.)
- Allard Pierson (1831-1896) (herv.)
- Jan Sevenster (1869-1949) (herv.)
- Arie de Wilde (1903-1990) (herv.)
- Annie Mankes-Zernike (1887-1972) (doopsgez.)
- Peter Smits (1906-2002) (herv./hum.)
- Simon Vuyk (1932) (rem.)
- Eric Cossee (1944) (rem.)
- Heine Siebrand (1951) (rem.)

Hollandse radicale school/hegelianen
- Gustaaf Adolf van den Bergh van Eysinga* (1874-1957) (herv.)
- Henri Wilhelm Philippus Elize van den Bergh van Eysinga* (1868-1920) (herv.)
- Antonie Hendrik Haentjens (1876-1968) (rem.)
- Abraham Dirk Loman (1823-1897) (luth.)
- (*) = Ontkenden het bestaan van de historische Jezus.